# Orthoperus nigrescens
Orthoperus nigrescens är en skalbaggsart som beskrevs av Stephens 1829. Orthoperus nigrescens ingår i släktet Orthoperus, och familjen punktbaggar. Arten är reproducerande i Sverige.